# Pat Hentgen
Pour les articles homonymes, voir Hentgen.
Patrick George Hentgen (né le 13 novembre 1968 à Détroit, Michigan, États-Unis) est un lanceur droitier de baseball ayant joué en Ligue majeure de 1991 à 2004.
Gagnant de la Série mondiale à deux reprises avec les Blue Jays de Toronto, Pat Hentgen a remporté le trophée Cy Young comme meilleur lanceur de la Ligue américaine en 1996 et a reçu trois sélections pour le Match des étoiles. Il est depuis 2011 instructeur avec les Blue Jays.

## Carrière
Pat Hentgen est drafté en 5e par les Blue Jays de Toronto en 1986. Il fait ses débuts dans les majeures le 3 septembre 1991. Après 3 parties au cours de cette saison et 28 autres en 1992, principalement comme lanceur de relève, il devient un des lanceurs partants des Jays en 1993 et impressionne avec 19 victoires. Il fait partie des équipes championnes de la Série mondiale en 1992 et 1993. Il lance 6 bonnes manches et est crédité de la victoire dans le 3e match de la finale de 1993 contre Phillies de Philadelphie.
Hentgen remporte 10 victoires ou plus au cours de 8 saisons consécutives, incluant 3 saisons d'au moins 15 victoires et une de 20 gains contre 10 revers en 1996, année où il remporte le trophée Cy Young du meilleur lanceur de la Ligue américaine. Cette année-là, il domine tous les lanceurs des majeures avec 10 matchs complets, 3 blanchissages et seulement 0,7 coup de circuit accordé par 9 manches lancées.
Il remporte 15 victoires en 1997 et mène la Ligue américaine pour les matchs complets (9) et les blanchissages (3).
En 1993, 1994 et 1997, il est invité au match des étoiles de la Ligue majeure de baseball.
Échangé aux Cardinals après la saison 1999, il connaît du succès à sa seule année à Saint-Louis avec 15 victoires. Il s'aligne avec les Orioles de Baltimore de 2001 à 2003 mais ne retrouve pas son efficacité d'antan. Il complète sa carrière par une dernière saison à Toronto avec les Blue Jays en 2004.
Pat Hentgen a lancé 344 matchs dans les majeures, dont 306 comme lanceur partant, totalisant 2075 manches et un tiers au monticule. Il a remporté 131 victoires contre 112 défaites, enregistré 1290 retraits sur des prises et maintenu une moyenne de points mérités de 4,32.
Depuis 2011, Hentgen est l'instructeur des releveurs chez les Blue Jays de Toronto.